# Delicate Sound of Thunder
Delicate Sound of Thunder ist das Live-Doppelalbum der A Momentary Lapse of Reason-Tour der britischen Rockband Pink Floyd. Später kam die Liveaufnahme auch als VHS und identischer Laserdisc (1994) auf den Markt.

## Hintergrund

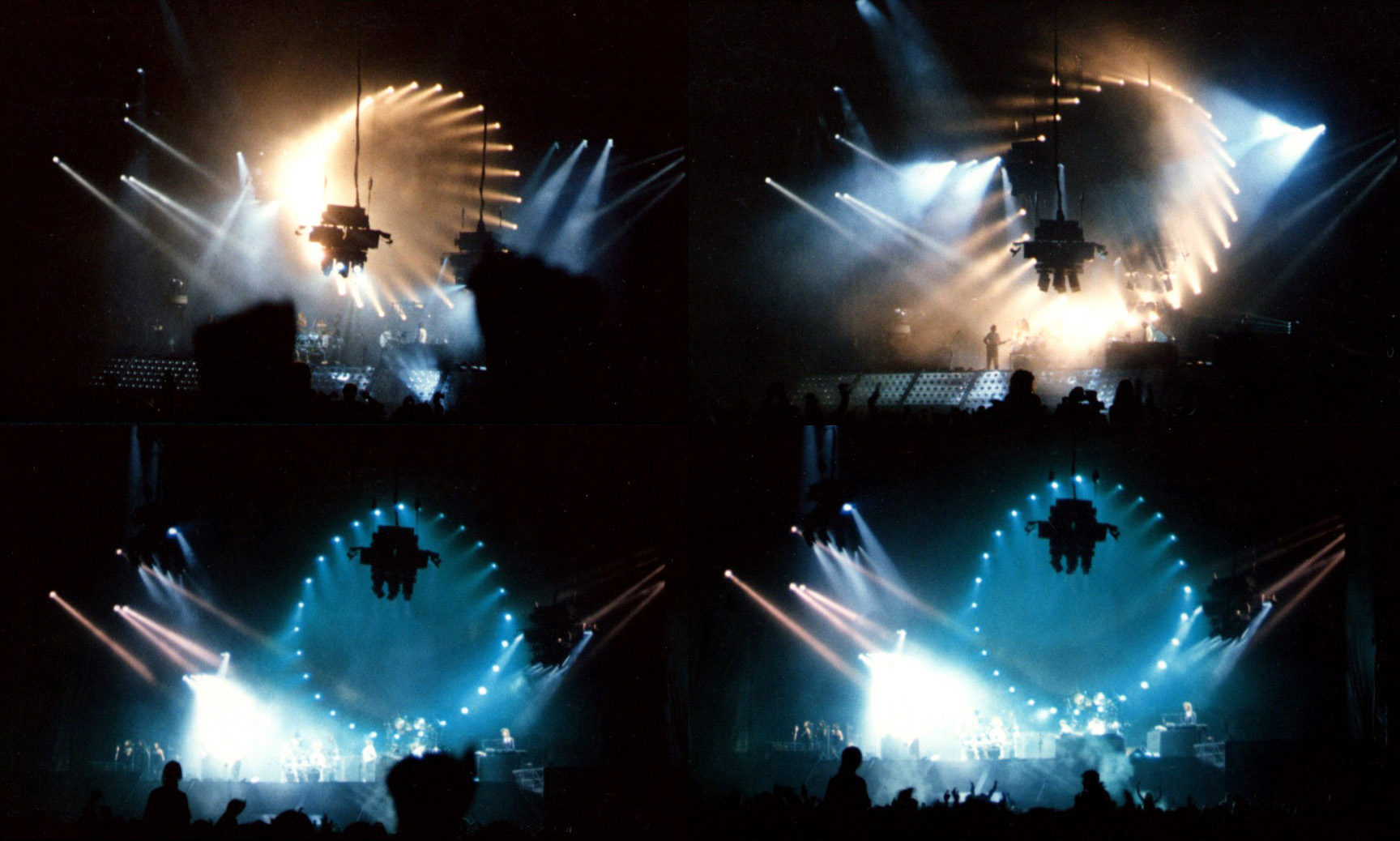
Eine Fotomontage bestehend aus dem Bühnenbild der Momentary Lapse-Tournee

Das Album erschien am 21. November 1988 als Doppel-LP, Doppel-Kassette und CD, sowie 1992 als VHS. Dabei fehlte auf der LP das Stück Us and Them, während auf der VHS die Stücke Signs of Life, On the Run und One Slip vertreten sind.
Obwohl David Gilmour in einem Radiointerview von 1992 behauptete, Delicate Sound of Thunder enthalte keine Studio-Overdubs, wurde Comfortably Numb laut dem Studiotechniker Buford Jones nachträglich mit einer Akustikgitarre ausgeschmückt und einige Harmonien durch Studio-Retakes ersetzt. Richard Wright nahm seinen Gesang in Us and Them erneut auf, und Sam Brown ersetzte Background-Sängerin Rachel Fury bei Comfortably Numb.
Für das Schallplattencover war – wie bei den meisten vorherigen Alben – Storm Thorgerson verantwortlich.
Delicate Sound of Thunder erreichte Platz 11 der Billboard 200 und erhielt bis heute drei Platin-Schallplatten.

## Sonstiges
Delicate Sound of Thunder war das erste Rock-Album, das im Weltraum abgespielt wurde: Ein russischer Kosmonaut nahm 1988 eine Kassetten-Aufnahme auf die Sojus TM-7 mit. Die Hülle ließ er auf der Erde zurück, um Gewicht zu sparen. Die Mitglieder von Pink Floyd waren beim Start der Rakete dabei. Delicate Sound war auch die einzige Platte von Pink Floyd, die offiziell in der Sowjetunion vom Label Melodija veröffentlicht wurde.

## Titelliste

### CD 1 / LP 1 und 2
1. Shine On You Crazy Diamond (David Gilmour/Richard Wright/Roger Waters) – 11:54 min
2. Learning to Fly (David Gilmour/Anthony Moore/Bob Ezrin/Jon Carin) – 5:27 min
3. Yet Another Movie (David Gilmour/Pat Leonhard) – 6:21 min
4. Round and Round (David Gilmour/Pat Leonhard) – 0:33 min
5. Sorrow (David Gilmour) – 9:28 min
6. The Dogs of War (David Gilmour/Anthony Moore) – 7:19 min
7. On the Turning Away (David Gilmour/Anthony Moore) – 7:57 min

### CD 2 / LP 3 und 4
1. One of These Days (David Gilmour/Nick Mason/Roger Waters/Richard Wright) – 6:16 min
2. Time (David Gilmour/Richard Wright/Nick Mason/Roger Waters) – 5:16 min
3. Wish You Were Here (David Gilmour/Roger Waters) – 4:49 min
4. Us and Them (Richard Wright/Roger Waters) – 7:22 min
5. Money (Roger Waters) – 9:52 min
6. Another Brick in the Wall (Part II) (Roger Waters) – 5:29 min
7. Comfortably Numb (David Gilmour/Roger Waters) – 8:56 min
8. Run Like Hell (David Gilmour/Roger Waters) – 7:12 min

## Live-Video
Das Video wurde am 19. August 1988 im Nassau-Coliseum von New York aufgenommen. Teilweise wurde auch das Konzert am 21. Juni 1988 in Versailles, Frankreich benutzt.

### VHS
1. Shine On You Crazy Diamond (David Gilmour/Richard Wright/Roger Waters)
2. Signs of Life (David Gilmour/Bob Ezrin)
3. Learning to Fly (David Gilmour/Anthony Moore/Bob Ezrin/Jon Carin)
4. Sorrow (David Gilmour)
5. The Dogs of War (David Gilmour/Anthony Moore)
6. On the Turning Away (David Gilmour/Anthony Moore)
7. One of These Days (David Gilmour/Nick Mason/Roger Waters/Richard Wright)
8. Time (David Gilmour/Richard Wright/Nick Mason/Roger Waters)
9. On the Run (David Gilmour/Roger Waters)
10. The Great Gig In The Sky (Richard Wright)
11. Wish You Were Here (David Gilmour/Roger Waters)
12. Us and Them (Richard Wright/Roger Waters)
13. Comfortably Numb (David Gilmour/Roger Waters)
14. One Slip (David Gilmour/Phil Manzanera)
15. Run Like Hell (David Gilmour/Roger Waters)
16. Shine On (Reprise) (End Credits)

## Kommerzieller Erfolg

### Chartplatzierungen
| ChartsChartplatzierungen       | Höchstplatzierung | Wochen |
| ------------------------------ | ----------------- | ------ |
| Deutschland (GfK)              | 5 (41 Wo.)        | 41     |
| Österreich (Ö3)                | 15 (3 Wo.)        | 3      |
| Schweiz (IFPI)                 | 4 (21 Wo.)        | 21     |
| Vereinigte Staaten (Billboard) | 11 (22 Wo.)       | 22     |
| Vereinigtes Königreich (OCC)   | 11 (16 Wo.)       | 16     |

| ChartsJahrescharts (1989) | Platzierung |
| ------------------------- | ----------- |
| Deutschland (GfK)         | 51          |
| Schweiz (IFPI)            | 25          |

### Auszeichnungen für Musikverkäufe
| Land/Region                  | Auszeichnungen für Musikverkäufe (Land/Region, Auszeichnung, Verkäufe) | Verkäufe  |
| ---------------------------- | ---------------------------------------------------------------------- | --------- |
| Argentinien (CAPIF)          | Gold                                                                   | 30.000    |
| Deutschland (BVMI)           | Gold                                                                   | 250.000   |
| Frankreich (SNEP)            | 2× Gold                                                                | 200.000   |
| Italien (FIMI)               | Gold                                                                   | 325.000   |
| Kanada (MC)                  | 2× Platin                                                              | 200.000   |
| Neuseeland (RMNZ)            | 4× Platin                                                              | 80.000    |
| Niederlande (NVPI)           | Gold                                                                   | 50.000    |
| Österreich (IFPI)            | Gold                                                                   | 25.000    |
| Polen (ZPAV)                 | Gold                                                                   | 10.000    |
| Portugal (AFP)               | 3× Platin                                                              | 120.000   |
| Schweiz (IFPI)               | Platin                                                                 | 50.000    |
| Spanien (Promusicae)         | Gold                                                                   | 50.000    |
| Vereinigte Staaten (RIAA)    | 3× Platin                                                              | 3.000.000 |
| Vereinigtes Königreich (BPI) | Gold                                                                   | 100.000   |
| Insgesamt                    | 10× Gold · 13× Platin ·                                                | 4.490.000 |

| Land/Region               | Auszeichnungen für Musikverkäufe (Land/Region, Auszeichnung, Verkäufe) | Verkäufe |
| ------------------------- | ---------------------------------------------------------------------- | -------- |
| Australien (ARIA)         | 3× Platin                                                              | 45.000   |
| Kanada (MC)               | 2× Platin                                                              | 20.000   |
| Vereinigte Staaten (RIAA) | 2× Platin                                                              | 200.000  |
| Insgesamt                 | 7× Platin ·                                                            | 265.000  |